# Гериханов, Абдулла Шамсадович
Абдулла Шамсадович Гериханов (чечен. Гериханов Ӏабдулла) — командир огневого взвода 49-й механизированной бригады, лейтенант, участник Великой Отечественной войны.

## Биография
По национальности чеченец. Родился в 1913 году в селении Новые Атаги (ныне в Шалинском районе Чеченской Республики). До начала войны вместе с семьёй проживал в Шатое. Там же работал начальником Госстраха.
В июне 1941 года ушёл на фронт, принимал активное участие в боевых действиях против немецких войск в разных городах Советского союза.
В 1943 году награждён Орденом Красной Звезды.
В январе 1944 года в районе деревни Никитина показал мастерство умелого действия, выкатив одну из пушек взвода вблизи позиции противника, прямой наводкой уничтожил 3 огневые точки. Кроме того, интенсивным огнём поддержал пехоту в отражении двух контратак немцев, нанеся им большие потери.
Погиб 9 февраля 1945 года. Похоронен в одиночной могиле в Полахе (Германия).